# SN 1998O
SN 1998O – supernowa odkryta 27 stycznia 1998 roku w galaktyce A133934-3546. W momencie odkrycia miała maksymalną jasność 20,90m.